# ロールス・ロイス RB.50 トレント

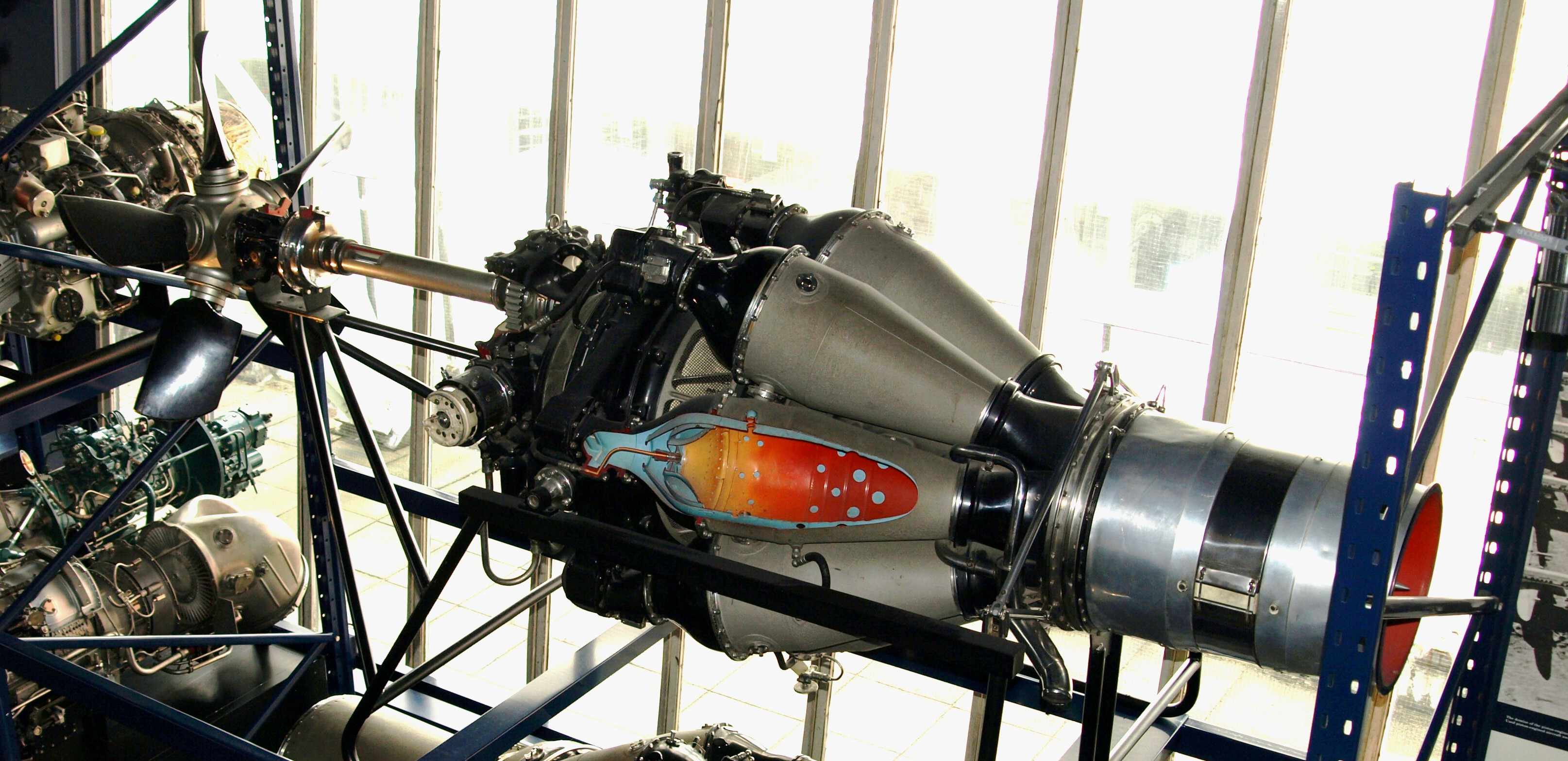
サイエンス・ミュージアムに展示されたRB.50 トレント

RB.50 トレントは、ロールス・ロイスが最初に開発したターボプロップエンジンである。

## 性能と開発
1945年に遠心式ターボジェットエンジンのダーウェントMk.II から試作されたターボプロップエンジンで、単段遠心式圧縮機と10本のカン式燃焼筒、5枚のロートルプロペラに接続された同軸遊星減速ギアボックス（アーサー・ラッブラ(en)によって設計）を持つ。
トレントは、ミーティアに搭載される前に1944年6月から663時間の試験を実施した。トレントは1945年9月20日にグロスター ミーティアF.3 改造機に積まれプログラムの開始時の298時間の飛行試験を含む初飛行を行い世界で初めて単独飛行に成功したターボプロップになった。軸出力750 shp、余剰推力450 kgの実験機で、この開発で得られた知見は後にベストセラーのダートに活かされた。

## 仕様
一般的特性
- 形式: ターボプロップエンジン
- 全長:
- 直径:
- 乾燥重量: タービンユニット1,000lb、減速機250lb、プロペラ250lb、総エンジン/プロペラ重量1,500lb[3]

構成要素
- 圧縮機: 1段両面遠心圧縮機
- 燃焼器: 10×カン式燃焼室
- タービン: 1段軸流
- 使用燃料: 灯油（RDEF / F / KER）
- 潤滑システム: 圧送、不要物を除去するドライサンプ、冷却と濾過、オイルグレード150 S.U. secs (32 cs) (Intavia 7106) at 38 °C (100 °F)

性能
- 出力: 750 shp、1,250 lb (570 kg) の残留推力
- 出力重量比:

## 参考